# Hans Sylvester

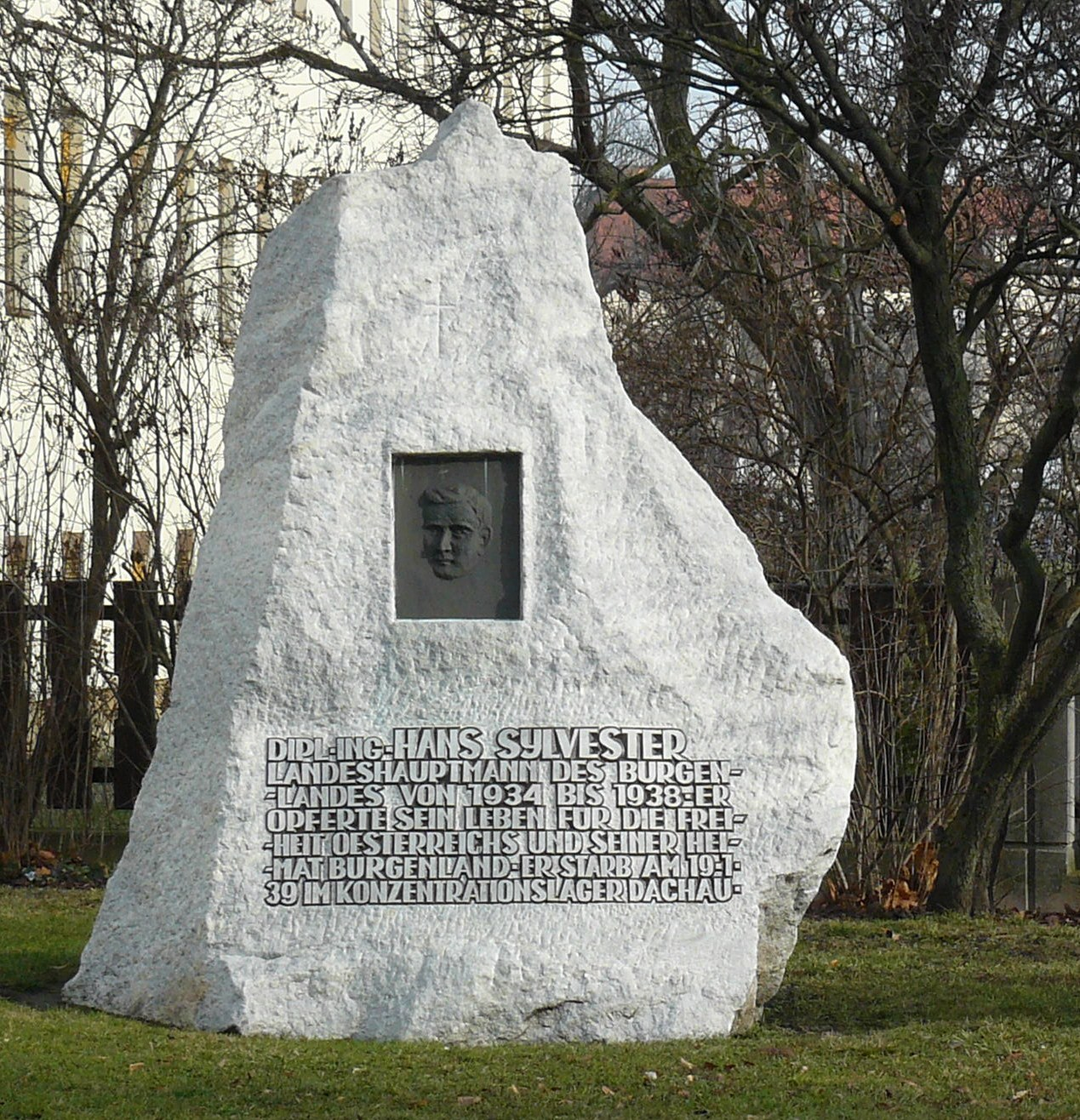
Pomnik Hansa Sylvestra w Eisenstadt

Hans Sylvester (ur. 10 listopada 1897 w Nickelsdorfie, zm. 19 stycznia 1939 w obozie koncentracyjnym Dachau) – austriacki polityk, prezydent landu Burgenland w latach 1934–1938, agronom i znawca upraw rolnych.
Hans Sylvester studiował od 1916 do 1923 na Uniwersytecie Rolniczym w Wiedniu. Tam został członkiem katolickiego stowarzyszenia studenckiego. Od 1918 do marca 1919 pełnił rolę notariusza. Po ukończeniu studiów, początkowo doglądał dóbr rolnych. Od 1926 został okręgowym referentem landowej Izby Rolnej w Mattersburgu i Neusiedl am See. W 1927 został inspektorem, a w 1929 dyrektorem Burgenlandzkiej Izby Rolnej.
Od 1927 do 1930 był posłem do burgenlandzkiego Landtagu, a w latach 1930–1931 posłem do Parlamentu Austriackiego. Od 1934 do 1938 pełnił funkcję prezydenta Burgenlandu.
Po Anschlussie i przyłączeniu Austrii do Niemiec, jako polityk chrześcijańsko-socjalny, aresztowany w marcu 1938 i wywieziony do obozu w Dachau, gdzie zmarł 19 stycznia 1939.